# David Gollnow
David Gollnow (né le 8 avril 1989 à Leinefelde) est un athlète allemand, spécialiste du 400 mètres et du 400 mètres haies.

## Biographie

### Palmarès
| Date | Compétition                       | Lieu      | Résultat | Épreuve   | Performance   |
| ---- | --------------------------------- | --------- | -------- | --------- | ------------- |
| 2011 | Championnats d'Europe par équipes | Stockholm | 3e       | 4 × 400 m | 3 min 04 s 10 |
| 2013 | Championnats d'Europe par équipes | Gateshead | 3e       | 400 m     | 45 s 90       |
| 2014 | Championnats d'Europe par équipes | Brunswick | 3e       | 4 × 400 m | 3 min 03 s 18 |

### Records
| Épreuve     | Performance | Lieu       | Date            |
| ----------- | ----------- | ---------- | --------------- |
| 400 m       | 45 s 72     | Ratisbonne | 8 juin 2013     |
| 400 m haies | 49 s 56     | Cassel     | 24 juillet 2011 |